# Liste der Flaggen im Landkreis Ravensburg
Diese Liste beinhaltet alle Flaggen im Landkreis Ravensburg in Baden-Württemberg, inklusive historischer Flaggen.
In Baden-Württemberg werden zweibahnige Flaggen verliehen, deren Farben den Wappenfarben entsprechen. Dabei wird oft als erste Farbe der Flagge (links vom Betrachter) die Farbe der Wappenfigur und als zweite Farbe die des Wappengrundes genommen. Flaggen, die vor Inkrafttreten der deutschen Gemeindeordnung 1935 geführt wurden, dürfen beibehalten werden, auch wenn diese nicht den heutigen Bestimmungen in Baden-Württemberg entsprechen.

## Landkreis Ravensburg
| Landkreis            | Flagge | Kommentare |
| Landkreis Ravensburg |        | Wappen vom alten Landkreis im Jahre 1952 festgelegt, am 20. Januar 1975 vom Innenministerium neu verliehen: „In Blau ein rot bewehrter und rot bezungter goldener (gelber) Löwe.“ Flagge: Gelb-Blau. |

## Flaggen der Städte im Landkreis Ravensburg
| Stadt               | Flagge | Kommentare |
| Aulendorf           |        | Wappen und Flagge im Jahre 1930 festgelegt: „Unter einem dreireihig von Rot und Gold (Gelb) mit Teilungen schräglinks gerauteten, vergrößerten Schildhaupt in Gold (Gelb) ein linkshin gewendetes schwarzes Flügelrad.“ Flagge: Gelb-Schwarz. |
| Bad Waldsee         |        | Wappen der Herren von Waldsee erscheint im ältesten, seit 1520 in Abdrücken belegten Siegel: „In Schwarz ein silberner (weißer) Balken. In den Stadtsiegeln wird der Schild seit dem 16. Jahrhundert oben von einem sechsstrahligen Stern, vorne von einem aufwärts schwimmenden Fisch, hinten von einer gestürzten Kornschaufel begleitet.“ Flagge: Schwarz-Weiß. |
| Bad Wurzach         |        | Krebs erscheint im ältesten, in Abdruck aus 1390 belegten Siegel. Siegel zeigen seit 1558 drei Krebse, befinden sich später hintereinander auf Schrägbalken. Heutiges Wappen am 26. Mai 1966 vom Innenministerium verliehen. Flagge vor 1914 in Gebrauch: „In Silber (Weiß) ein aufrechter roter Krebs.“ Flagge: Rot-Gelb-Blau. |
| Isny im Allgäu      |        | Hufeisen erscheint im ältesten, in Abdruck von 1288 belegten Siegel. Wappen mit Hufeisen am 1. August 1488 vom Kaiser Friedrich III. zum heutigen Wappen gebessert: „In Schwarz ein golden (gelb) gekrönter goldener (gelber) Adler (Reichsadler) mit silbernem (weißem) Brustschild, darin ein mit den Stollen abwärts gekehrtes schwarzes Hufeisen.“ Flagge: Grün-Rot. |
| Leutkirch im Allgäu |        | Wappenfiguren erscheinen im ältesten Siegelabdruck von 1382: „In Blau eine rot gedeckte silberne (weiße) Kirche (Basilika) mit rechtsstehendem großem Turm mit Giebeldach und goldenem (gelbem) Kreuz sowie mit zwei linksstehenden kleinen Türmen mit Kegeldächern; über dem Kirchendach in goldenem (gelbem) Schildchen ein doppelköpfiger schwarzer Adler (Reichswappen).“ Flagge: Blau-Gelb. |
| Ravensburg          |        | Burg erscheint im 12. Jahrhundert auf Münzen. Schild mit Kreuz taucht im ältesten, in Abdruck von 1270 belegten Siegel auf: „In Silber (Weiß) auf gemauerter blauer Konsole eine doppeltürmige blaue Burg mit hochgezogenem Fallgatter.“ Flagge: Blau-Weiß. |
| Wangen im Allgäu    |        | Wappenfiguren erscheinen im ältesten, 1312 nachgewiesenen Siegel. Wappen in heutiger Form seit dem 18. Jahrhundert in Gebrauch: „Unter rotem Schildhaupt, darin drei linksgewendete bartlose silberne (weiße) Männerköpfe (‚Wangen‘) nebeneinander, gespalten, vorne in Silber (Weiß) ein halber, rot bewehrter und rot bezungter schwarzer Adler am Spalt, hinten in Silber (Weiß) eine blaue Lilie.“ Flagge: Rot-Weiß. |
| Weingarten          |        | Heutiges Wappen ohne Herzschild dem Marktort Altdorf am 20. August 1555 vom Kaiser Karl V. verliehen. Herzschild bei der Vereinigung Altdorfs mit dem ehemaligen Kloster Weingarten zur neuen Stadt hinzugekommen: „Geviert mit goldenem (gelbem) Herzschild, darin auf grünem Dreiberg ein grüner Weinstock in Form einer Abtsstab-Krümme mit vier nach außen weisenden grünen Blättern und einer in der Krümme hängenden blauen Traube; Feld 1: in Rot ein linksgewendeter silberner (weißer) Löwe, der in den Vorderpranken ein goldenes (gelbes) Schildchen mit doppelköpfigem schwarzem Adler hält; Feld 2: in Silber (Weiß) ein roter Löwe, der in den Vorderpranken ein rotes Schildchen mit silbernem (weißem) Balken hält; Feld 3: in Silber (Weiß) ein linksgewendeter roter Löwe; Feld 4: in Rot ein silberner (weißer) Löwe.“ Flagge: Rot-Weiß. |

## Flaggen der Gemeinden im Landkreis Ravensburg
| Gemeinde          | Flagge | Kommentare |
| Achberg           |        | Wappen am 1. Januar 1969 angenommen, mit der Flagge am 7. Oktober 1968 vom Innenministerium verliehen: „In Silber (Weiß) über einem mit einer silbernen (weißen) Wellenleiste belegten grünen Dreiberg ein schwarzes Kreuz mit Tatzenenden.“ Flagge: Schwarz-Weiß. |
| Aichstetten       |        | Wappen im Jahre 1931 angenommen. Flagge am 30. August 1974 vom Innenministerium verliehen: „In Silber (Weiß) ein kreisförmig gebogener grüner Eichenzweig mit sechs roten Eicheln.“ Flagge: Grün-Weiß. |
| Aitrach           |        | Wappen mit rechts gekehrten Hifthörnern im Jahre 1938 angenommen, am 16. Januar 1940 vom damaligen Reichsstatthalter in Württemberg verliehen. Heutiges Wappen im Jahre 1956 festgelegt, Bestätigung sowie Flaggenverleihung vom Innenministerium erfolgte am 22. Dezember 1956: „In Rot übereinander drei mit dem Mundstück nach links gekehrte silberne (weiße) Hifthörner mit goldenen (gelben) Fesseln.“ Flagge: Weiß-Rot. |
| Altshausen        |        | Wappen mit Deutschordenskreuz seit 1930 in Gebrauch: „In einem von Gold (Gelb) und Schwarz gevierten, silbern (weiß) bordierten Schild ein silbern (weiß) bordiertes schwarzes Kreuz mit Tatzenenden (Deutschordenskreuz).“ Flagge: Schwarz-Gelb. |
| Amtzell           |        | Wappen am 4. Mai 1939 vom damaligen Reichsstatthalter in Württemberg, Flagge am 5. Januar 1972 vom Innenministerium verliehen: „In gespaltenem Schild vorne in Silber (Weiß) ein linkshin aufgerichteter, rot bewehrter und rot bezungter schwarzer Bär, hinten in Rot eine dreilatzige silberne (weiße) Fahne mit drei silbernen (weißen) Trageringen.“ Flagge: Rot-Weiß.                                                     |
| Argenbühl         |        | Wappen und Flagge am 23. Februar 1973 vom Innenministerium verliehen: „In Gold (Gelb) ein schwarzer Adler mit einem grünen Lindenzweig im Schnabel.“ Flagge: Grün-Gelb. |
| Baienfurt         |        | Wappen im Jahre 1931 auf Vorschlag der Archivdirektion Stuttgart festgelegt. Flagge am 5. Mai 1982 vom Landratsamt Ravensburg verliehen: „In Grün eine goldene (gelbe) Weberkarde (Distelkopf mit drei aufwärts und zwei abwärts gerichteten Distelblättern).“ Flagge: Gelb-Grün. |
| Baindt            |        | Wappen im Jahre 1930 festgelegt: „In geviertem Schild Feld 1 und 4: in Gold (Gelb) eine rechtshin liegende gebogene schwarze Hirschstange, Feld 2 und 3: in Schwarz ein doppelreihig von Silber (Weiß) und Rot geschachter Schräglinksbalken.“ Flagge: Weiß-Rot. |
| Berg              |        | Wappen im Jahre 1958 festgelegt, mit Flagge am 18. August 1958 vom Innenministerium verliehen: „In Rot zwei schräg gekreuzte goldene (gelbe) Leitern.“ Flagge: Gelb-Rot. |
| Bergatreute       |        | 1923 belegter Stempel zeigt Wappen mit Hügel, aus dem vier Ähren wachsen. Heutige Form des Wappens im Jahre 1938 festgelegt: „In Blau auf grünem Dreiberg drei goldene (gelbe) Ähren.“ Flagge: Gelb-Blau. |
| Bodnegg           |        | Wappen im Jahre 1962 festgelegt, mit der Flagge am 25. September 1962 vom Innenministerium verliehen: „In Blau über einem goldenen (gelben) Dreiberg ein silbernes (weißes) Schwert, beheftet mit zwei schräg gekreuzten goldenen (gelben) Schlüsseln (Bärte oben, abgewendet).“ Flagge: Gelb-Blau. |
| Boms              |        | Wappen und Flagge am 21. April 1975 vom Innenministerium verliehen: „In Blau vier silberne (weiße) Wellenstäbe, von denen die beiden vorderen mit einer Wendung nach rechts, die beiden hinteren mit einer Wendung nach links auf eine erniedrigte, eingebogene goldene (gelbe) Spitze stoßen.“ Flagge: Gelb-Blau. |
| Ebenweiler        |        | Wappen und Flagge am 21. Januar 1957 vom Innenministerium verliehen: „In Rot ein silberner (weißer) Kübelhelm mit einem silbernen (weißen) Adlerflügel als Helmzier.“ Flagge: Weiß-Rot. |
| Ebersbach-Musbach |        | Wappen und Flagge am 30. August 1974 vom Innenministerium verliehen: „In Silber (Weiß) ein doppelreihig von Rot und Silber (Weiß) geschachter Schrägbalken (Zisterzienserbalken), überdeckt mit einem durchgehenden schwarzen Tatzenkreuz (Deutschordenskreuz).“ Flagge: Rot-Weiß. |
| Eichstegen        |        | Wappen im Jahre 1975 festgelegt, mit der Flagge am 21. April 1975 vom Innenministerium verliehen: „In Gold (Gelb) auf gezahntem blauem Schrägfuß ein roter Hirsch.“ Flagge: Rot-Gelb. |
| Fleischwangen     |        | Wappen und Flagge am 11. Mai 1976 vom Landratsamt Ravensburg verliehen: „In Silber (Weiß), schräg gekreuzt aus schwarzem Boden wachsend, zwei grüne Ähren, darüber ein schwarzes Kreuz mit Tatzenenden (Deutschordenskreuz).“ Flagge: Schwarz-Weiß. |
| Fronreute         |        | Wappen und Flagge am 24. Juni 1980 vom Landratsamt Ravensburg verliehen: „In geteiltem Schild oben in Gold (Gelb) ein schreitender, hersehender blauer Löwe, unten von Rot und Gold (Gelb) mit drei Teilungen schräg gerautet.“ Flagge: Gelb-Rot. |
| Grünkraut         |        | Wappen von der Archivdirektion Stuttgart im August 1935 vorgeschlagen, von der Gemeinde bald darauf angenommen. Wappen und Flagge am 23. März 1964 vom Innenministerium verliehen: „In Gold (Gelb) auf grünem Dreiberg ein grünes Farnkraut mit vier Wedeln.“ Flagge: Grün-Gelb. |
| Guggenhausen      |        | Wappen und Flagge am 26. August 1980 vom Landratsamt Ravensburg verliehen: „Über blauem Wellenschildfuß von Gold (Gelb) und Rot mit drei Teilungen schräg gerautet.“ Flagge: Gelb-Rot. |
| Horgenzell        |        | Wappen und Flagge am 18. Juni 1975 vom Innenministerium verliehen: „In Rot eine silberne (weiße) Stufengiebelspitze, belegt mit einem roten Tatzenkreuz (Kreuzlinger Kreuz).“ Flagge: Weiß-Rot. |
| Hoßkirch          |        | Wappen und Flagge am 18. September 1968 vom Innenministerium verliehen: „In Rot über einer gequaderten goldenen (gelben) Zinnenmauer ein mit dem Bart rechtshin liegender goldener (gelber) Schlüssel.“ Flagge: Gelb-Rot. |
| Kißlegg           |        | Wappen und Flagge am 31. Oktober 1930 angenommen: „In von Silber (Weiß) und Grün schräglinks geteiltem Schild ein aufgerichteter, feuerspeiender, im silbernen (weißen) Feld schwarzer, im grünen Feld silberner (weißer) Panther.“ Flagge: Weiß-Grün. |
| Königseggwald     |        | Wappen und Flagge am 21. April 1975 vom Innenministerium verliehen: „In gespaltenem Schild vorne von Rot und Gold (Gelb) schräg gerautet, hinten in Gold (Gelb) eine bewurzelte grüne Tanne.“ Flagge: Gelb-Rot. |
| Riedhausen        |        | Wappen und Flagge am 3. Juli 1980 vom Landratsamt Ravensburg verliehen: „In Rot ein rechtshin gebogen aufspringender silberner (weißer) Fisch.“ Flagge: Weiß-Rot. |
| Schlier           |        | |
| Unterwaldhausen   |        | Wappen und Flagge am 22. August 1980 vom Landratsamt Ravensburg verliehen: „In Gold (Gelb) aus grünem Dreiberg wachsend, ein in der Form einer Abtsstab-Krümme linkshin gebogener grüner Lindenzweig, aus dem fünf grüne Lindenblätter sprießen.“ Flagge: Grün-Gelb. |
| Vogt              |        | Wappen am 22. Februar 1951 vom Innenministerium Württemberg-Hohenzollern, Flagge am 26. Juni 1981 vom Landratsamt Ravensburg verliehen: „In Schwarz ein steigendes goldenes (gelbes) Ross mit rotem Zaumzeug, auf dem ein bärtiger Mann mit goldenem (gelbem) Gewand und Hut sowie roten Stulpenstiefeln (Vogt) reitet.“ Flagge: Schwarz-Gelb.                                                                                 |
| Waldburg          |        | Wappen und Flagge am 14. Februar 1955 von der Landesregierung verliehen: „Unter rotem Schildhaupt, darin ein goldener (gelber) Reichsapfel, in Gold (Gelb) drei schreitende, rot bezungte, hersehende schwarze Löwen (Leoparden) übereinander.“ Flagge: Grün-Gelb. |
| Wilhelmsdorf      |        | Wappen und Flagge am 1. März 1974 vom Innenministerium verliehen: „In Schwarz eine silberne (weiße) Stufenschrägleiste, darüber eine goldene (gelbe) Bügelkrone, darunter auf goldener (gelber) Konsole eine goldene (gelbe) Burg mit zwei Zinnentürmen.“ Flagge: Gelb-Schwarz. |
| Wolfegg           |        | Wappen und Flagge im Jahre 1922 festgelegt: „In Silber (Weiß) auf goldenem (gelbem) Dreiberg ein schreitender, rot bezungter schwarzer Wolf.“ Flagge: Schwarz-Gelb. |
| Wolpertswende     |        | Wappen am 30. Juli 1930 angenommen. Flagge am 9. Februar 1982 vom Landratsamt Ravensburg verliehen: „In Blau eine silberne (weiße) Kapelle (polygonaler Zentralbau) mit rotem Kegeldach und schwarzem Kreuz auf der Spitze.“ Flagge: Weiß-Blau. |